# Egyptische Revolutie (1919)

Onofficiële vlag tijdens de revolutie van 1919

De Egyptische Revolutie van 1919 vond plaats in Egypte tussen maart 1919 en februari 1922. Aanleiding was de Egyptische onvrede met de Britse invloed op het bestuur van het land. Onder leiding van Saad Zaghloel (1859-1927) eisten de Egyptenaren aan het einde van 1918 de onafhankelijkheid van Egypte. Daarop werd Zaghloel door de Britten verbannen naar Malta, waarna in heel Egypte demonstraties en geweld uitbraken ter ondersteuning van Zaghloel. Nadat hij weer was vrijgelaten luwde het geweld, maar bleven demonstraties en rellen steeds weer opvlammen. Uiteindelijk verklaarden de Britten op 28 februari 1922 dat Egypte een onafhankelijke, soevereine staat was.

## Aanloop
Nadat het Verenigd Koninkrijk in 1882 de macht over Egypte had overgenomen, rees er al snel verzet tegen de wijze waarop de Britten Egypte bestuurden. Nadat zij in 1914 officieel een protectoraat over Egypte hadden uitgeroepen nam het verzet van Egyptenaren tegen de Britse overheersing verder toe. De Egyptenaren wilden desnoods het Britse protectoraat verdragen als oorlogsmaatregel, maar toen de Geallieerden in 1918 de Eerste Wereldoorlog leken te gaan winnen discussieerden Egyptenaren over het sturen van een delegatie (wafd in het Arabisch) naar de aanstaande Vredesconferentie, om hun eisen aan de wereld kenbaar te maken.

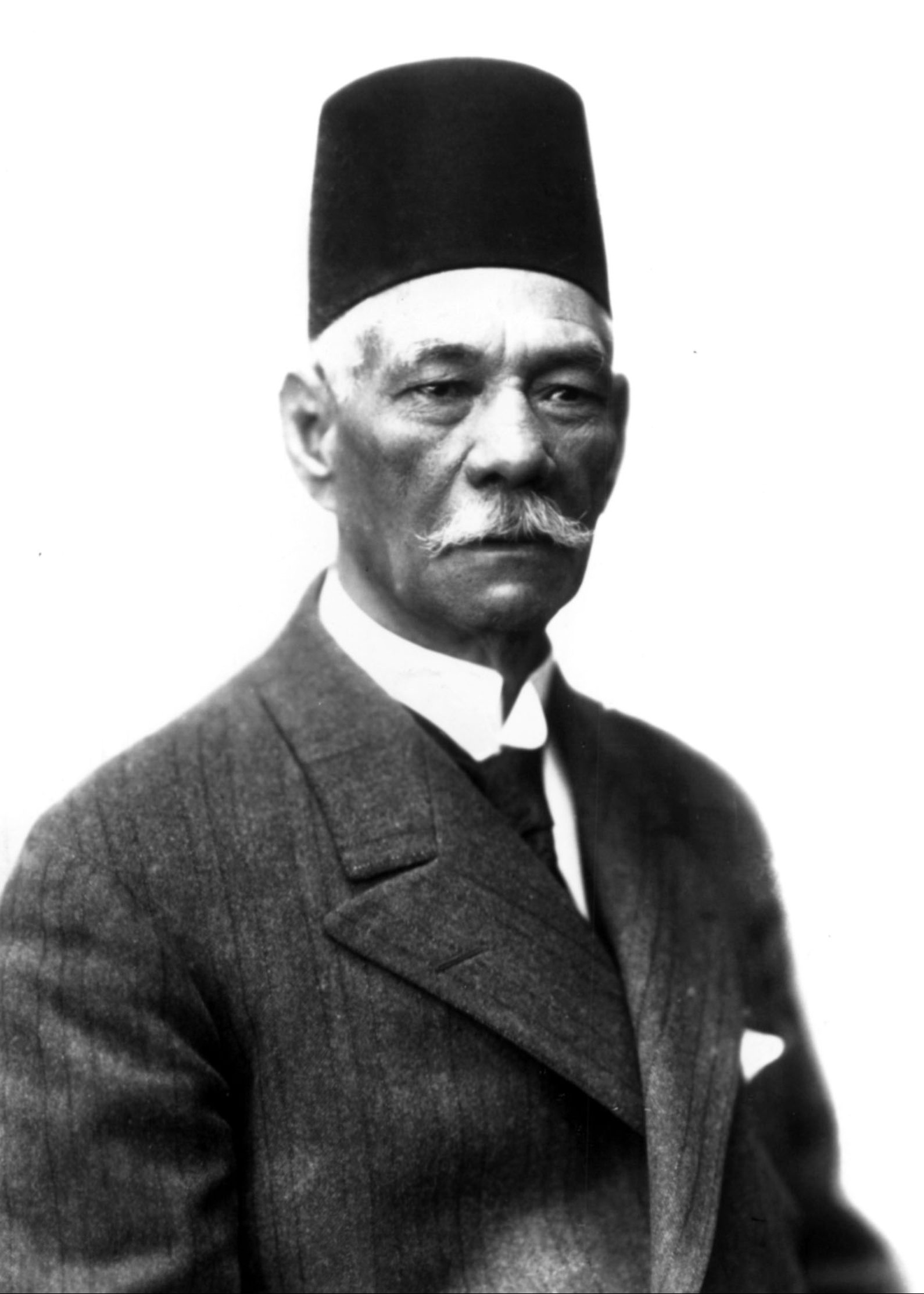
Saad Zaghloel in 1926

Op 13 november 1918 vroeg een delegatie onder leiding van Saad Zaghloel – een prominent advocaat, in 1913 verkozen in de Egyptische Wetgevende Vergadering – audiëntie bij de Britse Hoge Commissaris Reginald Wingate. De delegatie eiste onafhankelijkheid, vroeg om Egyptische deelname aan de naderende Parijse Vredesconferentie, en vroeg permissie om haar eisen zelf in Londen te gaan presenteren. Met dit bezoek aan Wingate was de latere Wafd-partij geboren. Londen weigerde de delegatie van Zaghloel te ontvangen, of zelfs maar een delegatie onder leiding van de Egyptische premier Hussein Rushdi Pasha. De Egyptenaren waren beledigd: Arabieren, Joden, Armeniërs waren uitgenodigd om op de Parijse Vredesconferentie te spreken, maar zij niet.

## Explosie van verontwaardiging
De groep rond Zaghloel liet petities rondgaan in het land om de Wafd te machtigen als hun vertegenwoordiger. Zo'n 100.000 Egyptenaren tekenden. Vanwege de Londense weigering Zaghloel te ontvangen trad premier Rushdi in februari 1919 af. Vanwege zijn zwakke opstelling tegenover de gebeurtenissen in Egypte werd Reginald Wingate als Britse Hoge Commissaris vervangen door de oorlogsheld generaal Edmund Allenby. Het duurde nog tot mei 1919 tot er een nieuwe premier werd aangesteld, mede door de pressie van Zaghloel, wat Allenby de gelegenheid gaf het land met strakke hand te leiden. Omdat de nationalistische beweging de Britse heersers regelrecht bedreigde, werden Zaghloel en drie andere Wafd-leden op 9 maart 1919 naar Malta verbannen. Door de verbanning werd de revolutie pas echt ontketend. Rechtenstudenten gingen in staking, gevolgd door ambtenaren, rechters en advocaten. Overal in Egypte vonden massale demonstraties en stakingen plaats en brak geweld uit ter ondersteuning van Zaghloel. Naar aanleiding van een guerrilla-aanval op Britse troepen, waarbij zes Britse militairen werden gedood in een trein, en aanvallen op telefoonlijnen en spoorlijnen, werden de Egyptenaren onderdrukt met militaire tribunalen, werd de staat van beleg verscherpt en werd gedreigd met vernietiging van hele dorpen als vergelding. Tientallen revolutionairen werden gedood of gearresteerd. Heel Egypte kwam in opstand, de kopten samen met de islamitische meerderheid. Vrouwelijke nationalisten onder leiding van Huda Sha'arawi richtten een eigen afdeling van de Wafd op.

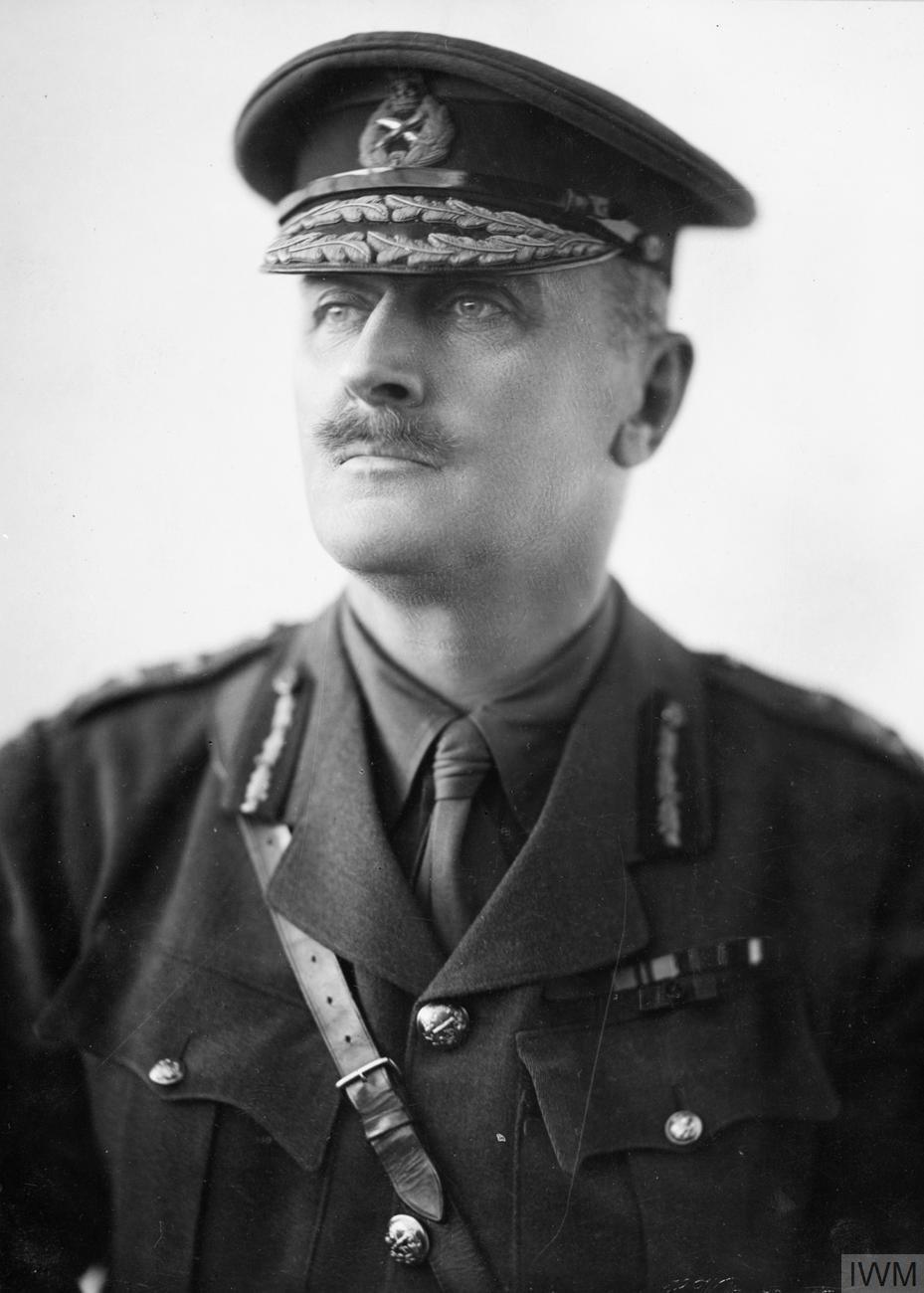
Britse legerfoto van generaal Allenby

Uiteindelijk wisten de Britten het geweld te stoppen. Allenby zette het leger in ter versterking van de politie en riep gezaghebbende Egyptenaren op de opstandelingen te kalmeren. Het belangrijkste gebaar was echter dat Allenby op 7 april 1919 de gevangen Zaghloel en compagnons vrijliet en toestond naar de Vredesconferentie in Parijs te reizen. In een maand van opstand waren 1000 of 3000 Egyptenaren omgekomen, naast 27 Britse soldaten, negen Britse Punjabi-troepen en vier Britse burgers.
In Parijs aangekomen moest Zaghloel echter vernemen dat de Amerikaanse president Woodrow Wilson in dit geval zijn steun voor zelfbeschikking introk door formeel het Britse protectoraat te erkennen. Stakingen en demonstraties in Egypte hielden aan. De Britten zonden een onderzoekscommissie onder leiding van minister van Koloniën Alfred Milner, om te onderzoeken hoe, onder het protectoraat, "het beste de vrede en voorspoed bevorderd, en de buitenlandse belangen beschermd kunnen worden" in Egypte. Behalve de Egyptische regering boycotte iedere Egyptenaar de Milner-missie; militante nationalisten verhevigden hun guerrillacampagne. Milner was onder de indruk van de Egyptische eensgezindheid en adviseerde in zijn rapport het protectoraat te beëindigen.

## Onderhandelingen

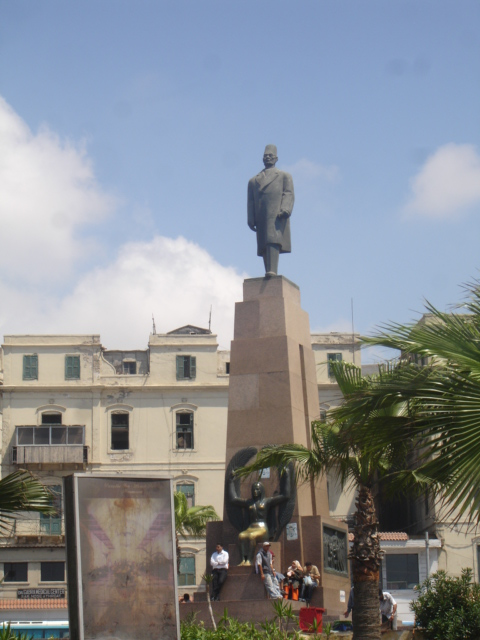
Standbeeld van Saad Zaghloel in Alexandrië

In juni 1920 sprak Zaghloel in Londen met de daar teruggekeerde Milner, maar de kloof tussen de nationalistische beweging en de Britse regering die geen onafhankelijkheid wilde toestaan maakte de gesprekken vergeefs; de collaborationistische Egyptische regering daarentegen durfde geen overeenkomst met de Britten te sluiten wegens de publieke steun voor Wafd. In 1921 keerde Zaghloel terug in Egypte en kreeg een tumultueus welkom. Inmiddels was Adli Yakan Pasja aangesteld als nieuwe premier. Zaghloel verzette zich tegen de Egyptische regeringsdelegatie die naar Londen was gestuurd, en in december 1921 werd hij weer verbannen, nu naar Aden; later werd hij overgebracht naar de Seychellen. Deze verbanning lokte weer stakingen en demonstraties uit, want voor vele Egyptenaren was Zaghloel een symbool geworden van hun nationale waardigheid. Toen besloot Allenby om naar Londen af te reizen, om de Britse regering ervan te overtuigen dat ze Egypte onafhankelijk moest verklaren.

## Britse verklaring van onafhankelijkheid
De Britten zagen als enige oplossing om eenzijdig het protectoraat te beëindigen, om zodoende de Wafd-partij de wind uit de zeilen te nemen en verder te kunnen werken met coöperatieve leiders zoals Rushdi en Adli Pasja. Op 28 februari 1922, de dag dat Allenby terugkeerde in Caïro, maakte de Britse regering bekend het protectoraat te beëindigen en Egypte tot onafhankelijke soevereine staat te verklaren, maar de facto bleef het land deel van het Britse Rijk. De Britse verklaring stelde namelijk dat vier zaken absoluut onder Brits gezag zouden blijven: 1) de veiligheid van verbindingsroutes van het Britse Rijk; 2) de verdediging van Egypte tegen buitenlandse agressie of inmenging; 3) de bescherming van buitenlandse belangen en minderheden; 4) de Soedan; en deze inperkingen maakten wat de Britten aanduidden als ‘onafhankelijkheid’, zo goed als betekenisloos: de Egyptenaren hadden geen onafhankelijkheid verkregen maar partiële autonomie. Sultan Foead werd koning Foead en claimde een onafhankelijk land te leiden. De staat van beleg eindigde in 1923. Groot-Brittannië behield daarna nog geruime tijd een sterke machtspositie in Egypte.